# بينار أيهان
بينار أيهان (بالتركية: Pınar Ayhan)‏ (كاراكوتش) (ولدت في عام 1972 في مدينة ديار بكر) مغنية تركية.
حصلت بينار أيهان على المركز الثاني عن أغنية «هل تقول اقترب» وذلك في نهائيات تركيا بمسابقة الأغاني الأوروبية التي شاركت بها سوياً مع توزمن في عام 1996. أما في نهائيات عام 1997 فقد حصلت بينار أيهان على المركز الثاني مرة أخرى حيث أنها قد شاركت بأغنية «أين أنت أنا هناك». وقد حصلت بينار أيهان على حق تمثيل تركيا في مسابقة الأغاني التركية الخامسة والأربعون حيث أنها قد نظمتها مع ستوكهولم وقد حصلت على المركز الأول عن أغنية «إفهم فأنا متعبة» حيث أنها قد غنتها وشكلتها وذلك في النهائيات في عام 2000 التي شاركت بها مع مجموعة «الصوت». وقد حصلت تركيا في المسابقة التي نُظمت في 13 مايو عام 2000 على المركز العاشر برصيد 59 نقطة.
تُقدم بينار أيهان برنامجاً بعنوان الدليل اليومي حيث أنه قد بُث على شاشة قناة «مدرسة تي أر تي».

## ديسكغرفي
- هل تسمع؟ (عام 2012)

| قبلها      | الإنجاز                                     | بعدها        |
| ---------- | ------------------------------------------- | ------------ |
| طوبا أونال | تركيا في مسابقة الأغاني الأوروبية لعام 2000 | سادات يوجا   |
| دون أرتيك  | تركيا في مسابقة الأغاني الأوروبية لعام 2000 | سفجيلييا سون |

## وصلات خارجية
- بينار أيهان على موقع IMDb (الإنجليزية)
- بينار أيهان على موقع ميوزك برينز (الإنجليزية)
- بينار أيهان على موقع ديسكوغز (الإنجليزية)

•	الموقع الرسمي
- بينار أيهان في Discogs